# ベーカー嚢胞
ベーカー嚢胞(べーかーのうほう)または膝窩嚢胞(しつかのうほう)は膝の裏側に液体がたまる症状の一つである。ほとんどの場合は症状が現れない。症状が現れる場合は、膝の裏側の腫れと痛み、膝関節の剛性などが診られる。嚢胞が破裂した場合は痛みが大幅に増し、ふくらぎが腫れる。稀な合併症として深部静脈血栓症、末梢神経障害、虚血、コンパートメント症候群を発生することがある。
リスク要因には変形性関節症、半月板損傷、関節リウマチなどの膝の故障があげられる。その根本的なメカニズムは膝関節から腓腹筋-半膜様筋嚢に流れる滑液によるものであり、この滑液が溜まることにより腫れる。診断は超音波または磁気共鳴画像法(MRI)によって確認される。
治療は最初に支持療法がされる。支持療法が効果的でない場合は吸引とステロイド注射、または手術により切除されることがある。約20%の人がベーカー嚢胞を発症する。35歳から70歳のヒトに最もよく診られる。ベーカー嚢胞は、手術医のウィリアム・モラント・ベイカー(1838-1896)によって最初に説明されたことからこの名前がついた。